# Tưởng Anh Thực
Tưởng Anh Thực (Jang Yeong-sil, còn viết là Jang Young-Sil, hangul: 장영실, hanja: 蔣英實, Hán-Việt: Tưởng Anh Thực; 1390? - 1450?) là một nhà phát minh người Triều Tiên. Tuy xuất thân nông dân, nhưng nhờ tài năng của bản thân, Anh Thực đã được triều đình Triều Tiên trọng dụng và có nhiều phát minh vĩ đại.
Tưởng Anh Thực đã phát minh ra thiết bị đo lượng mưa, thiết bị đo nước, đồng hồ nước tự động, đồng hồ thiên văn tự động và  tham gia phát minh ra đồng hồ mặt trời. Ông còn đóng góp kiến thức của mình về các loại kim loại giúp triều đình chế tạo vũ khí.

## Những năm đầu
Có thể Tưởng Anh Thực sinh khoảng năm 1390, dưới thời Cao Ly. Thông tin về Tưởng Anh Thực chỉ thấy ghi trong gia phả họ Tưởng và trong Triều Tiên vương triều thực lục. Theo đó, Tưởng Anh Thực là thế hệ thứ 9 của dòng họ Tưởng. Cha và các bác, chú ruột của Anh Thực đều là quan của triều đình. Nhưng mẹ ông chỉ là một kĩ sinh (gisaeng 기생), nên Anh Thực và mẹ ông chỉ được xếp hạng là đày tớ (quan nô). Vương triều Triều Tiên vốn không cho hạng dân thường làm quan, nhưng vua Thế Tông (trị vì: 1418–1450) đã nới lỏng chính sách nói trên, tuyển dụng những thường dân có tài. Anh Thực là một trong số những thường dân có tài đã được triều đình tuyển dụng.

## Sự nghiệp
Tiếng tăm của Tưởng Anh Thực giúp ông có cơ hội vào được triều đình ở Hán Thành (Seoul ngày nay), tại đây những thường dân được tuyển chọn sẽ thể hiện tài năng trước quốc vương và triều thần. Anh Thực đáp ứng được kỳ vọng của vua Thế Tông trong lĩnh vực thủ công và kỹ thuật, nhờ đó Anh Thực được vua ban cho một chức quan làm việc trong cung. Các nhà khoa học tài năng được tuyển mộ theo chương trình mới của vua Thế Tông cùng làm việc tại Điện Tập Hiền (Jiphyeonjeon, 집현전; 集賢殿).

### Thiên văn học

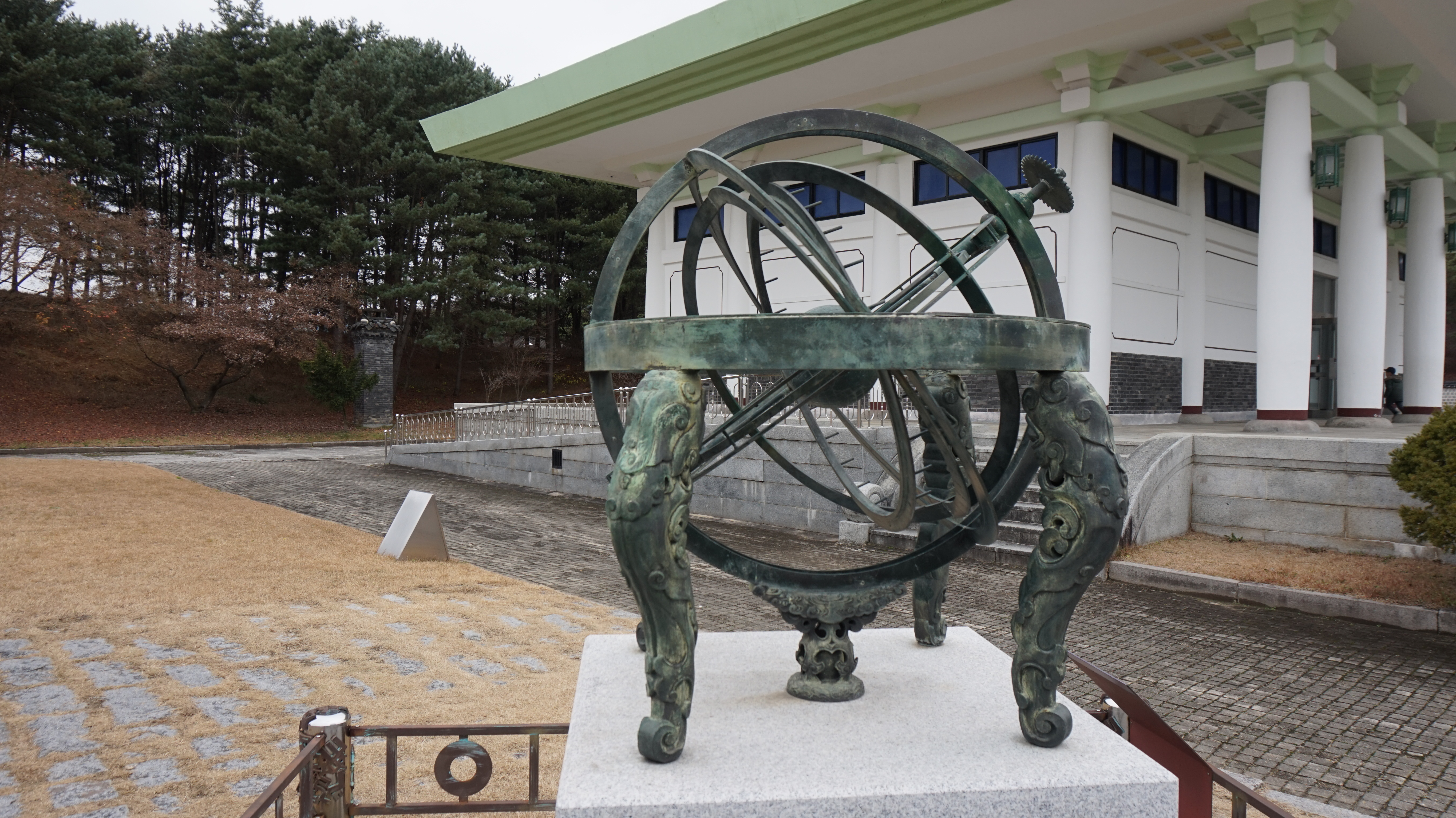
Hỗn thiên nghi

Nhiệm vụ đầu tiên vua Triều Tiên Thế Tông giao cho Tưởng Anh Thực là chế tạo thiên cầu nghi để đo đạc các thiên thể. Sách vở thu thập được từ giới học giả Ả-rập và Trung Hoa không đầy đủ, bởi những thiết bị kiểu này có thể được dùng trong lĩnh vực quân sự. Sau hai tháng mày mò, cuối cùng Tưởng Anh Thực đã chế tạo được một thiết bị dạng cầu có độ chính xác ở mức trung bình. Đến năm 1433, một năm sau khi thử nghiệm đầu tiên, ông đã hoàn thành một thiết bị gọi là hỗn thiên nghi (honcheonui, 혼천의, 渾天儀).
Hỗn thiên nghi này dùng bánh xe nước để làm quay quả cầu bên trong, nhờ đó có thể chỉ thời gian. Bất kể ngày hay đêm, cơ chế hoạt động này vẫn đảm bảo thiết bị chỉ ra vị trí của Mặt Trời, Mặt Trăng và các vì sao. Sau đó, ông phát minh ra khuê biểu (gyupyo, 규표), có thể đo thời gian thay đổi theo các mùa. Thiết bị này, cùng với đồng hồ mặt trời (nhật quỹ) và đồng hồ nước (thủy khắc), được đặt tại Khánh Hội Lâu thuộc Cảnh Phúc Cung và được các nhà thiên văn khác sử dụng. Thành tựu của Tưởng Anh Thực trong việc chế tạo thiết bị thiên văn đã góp phần tạo nên cột mốc vào năm 1442, khi các nhà thiên văn Triều Tiên hoàn thành công trình dự đoán chuyển động của thất chính (gồm Mặt Trời, Mặt Trăng và năm hành tinh) gọi là Thất chính toán (칠정산). Bộ lịch thiên văn này giúp các nhà thiên văn có khả năng tính toán và dự đoán chính xác tất cả các hiện tượng thiên văn quan trọng như là thiên thực và chuyển động của các vì sao. 

### Máy in ép bằng kim loại
Mặc dầu Thôi Doãn Nghi (최윤의, 崔允儀) đã phát minh ra máy in ép đầu tiên trên thế giới vào năm 1234 dưới thời Cao Ly, Triều Tiên Thế Tông vẫn lệnh cho các nhà khoa học làm việc tại Điện Tập Hiền (집현전) chế tạo ra một máy in tốt hơn. Năm 1434, các nhà khoa học hoàn thiện thiết bị in ấn Giáp Dần Tự (Gabinja, 갑인자, 甲寅字), làm từ hợp kim đồng-kẽm và chì-thiếc. Người ta nói rằng máy in Giáp Dần Tự in nhanh gấp đôi máy in cũ và cho ra bản in chữ Hán rất đẹp và rõ ràng. Trong vòng 370 năm tiếp theo, Giáp Dần Tự được tái chế tạo đến 7 lần. 

### Đồng hồ nước
Tam Quốc Sử Ký (삼국사기; 三國史記) chép rằng thời Tam Quốc đã thành lập một cơ quan chuyên giám sát việc sử dụng đồng hồ nước. Đồng hồ nước Triều Tiên gồm hai thùng chứa nước, nước từ trên cao chảy xuống phía dưới theo một tốc độ đo được. Mực nước chỉ ra thời gian trong ngày. Thiết bị này rất bất tiện vì lúc nào cũng cần người canh gác nhằm đảm bảo mỗi giờ một hồi trống được vang lên để báo giờ hiện tại cho mọi người biết. 

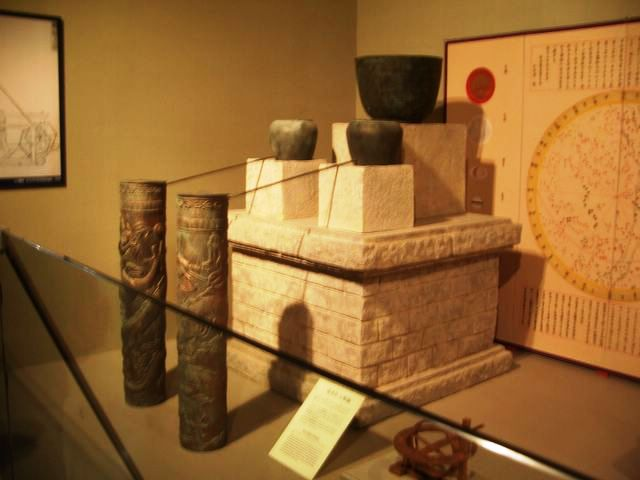
Mô hình phục chế đồng hồ nước Tự kích lậu của Tưởng Anh Thực

Đồng hồ nước tự báo giờ không phải là mới, bởi nó đã được người Ả-rập và người Trung Hoa phát minh ra (năm 1091). Sau khi nghe về đồng hồ nước tự báo giờ ở nước ngoài, Thế Tông giao cho Anh Thực và các nhà khoa học khác nhiệm vụ chế tạo một đồng hồ phỏng theo các đồng hồ tự động đó. Khi nỗ lực phát triển đồng hồ nước đầu tiên bị thất bại, Tưởng Anh Thực khởi hành tới Trung Quốc để tìm hiểu nhiều loại đồng hồ nước khác nhau. Về nước năm 1434, Anh Thực bắt tay chế tạo chiếc đồng hồ nước tự báo giờ đầu tiên của Triều Tiên, gọi là Tự kích lậu (Jagyeokru, 자격루; 自擊漏), có khả năng báo giờ tự động bằng tiếng chuông, tiếng chiêng và tiếng trống, từ đó nó được dùng để giữ giờ tiêu chuẩn của Triều Tiên. Đồng hồ nước này không được bảo quản tốt và không còn tồn tại đến giờ. Tuy nhiên, nhiều nỗ lực tái tạo Tự kích lậu đã được thực hiện dựa trên các văn bản mô tả. 
Để chỉ thị thời gian, Tự kích lậu sử dụng 12 con giống bằng gỗ quay quanh đồng hồ. Có tổng cộng 4 thùng chứa nước, 2 bình nhận nước và 12 mũi tên nổi bên trong thùng chứa bên dưới. Khi nước từ các thùng chứa bên trên chảy qua ống dẫn xuống thùng nước bên dưới, một mũi tên sẽ làm nghiêng tấm gỗ chứa các viên bi sắt nhỏ; một viên sắt sẽ lăn theo đường ống dẫn rơi xuống thùng chứa các viên bi sắt lớn. Vụ va chạm sẽ khiến các viên bi lớn rơi xuống một ống dẫn nằm dưới thấp và va đập vào một cái nạo bạt (cái chũm chọe), khiến nó phát ra tiếng động báo giờ cho mọi người. Một viên bi sẽ rơi vào một thùng chứa khác, qua đó kích hoạt hệ thống đòn bẩy và ròng rọc phức tạp có khả năng di chuyển các con giống gỗ để báo giờ một cách trực quan. 

### Đồng hồ mặt trời

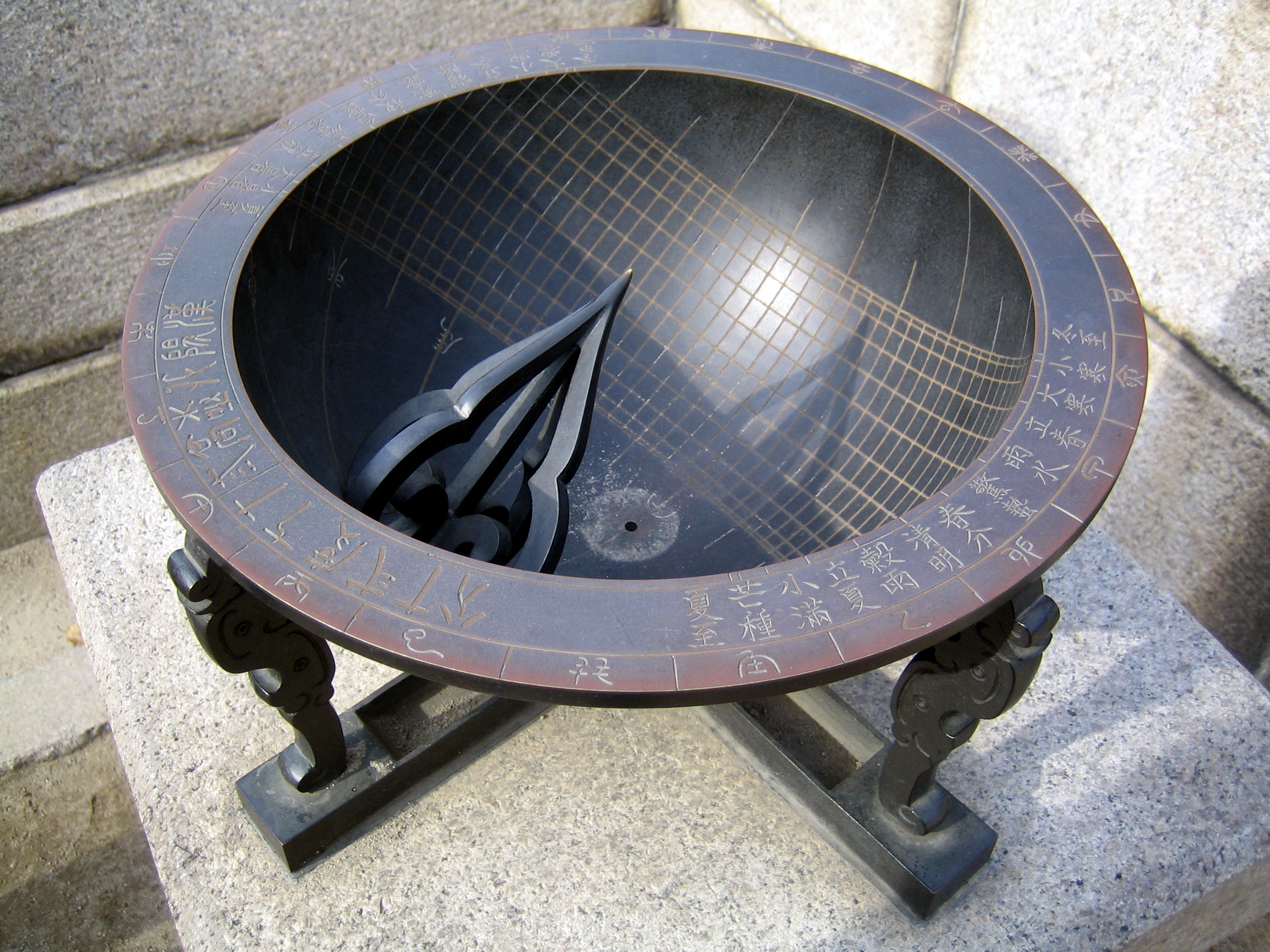
Một chiếc đồng hồ mặt trời được làm dưới thời Đại Triều Tiên Quốc được đặt ở Cảnh Phúc Cung.

Phát minh đồng hồ nước của Tưởng Anh Thực truyền ra khắp đất nước, mặc dù chúng rất tốn kém. Đồng hồ mặt trời sẽ là một giải pháp thay thế rẻ hơn và dễ sử dụng hơn. Tưởng Anh Thực cùng các nhà khoa học Triều Tiên chế tạo chiếc đồng hồ mặt trời đầu tiên của Triều Tiên, gọi là Ngưỡng phủ nhật quỹ (Angbu-ilgu, 앙부일구/仰釜日晷), có nghĩa là "chiếc đồng hồ mặt trời hình cái chảo ngẩng lên [nhìn trời]". Ngưỡng phủ nhật quỹ làm bằng đồng, bao gồm một "cái chảo" khắc 13 đường chỉ thời gian, bốn chân được gắn vào nhau bằng một đế hình chữ thập. Bảy đường khác cắt 13 đường kể trên theo các đường cong khác nhau để bù vào sự thay đổi theo mùa của Mặt Trời. Ngưỡng phủ nhật quỹ và các biến thế, chẳng hạn như Huyền châu nhật quỹ (Hyeonju Ilgu, 현주일구/懸珠日晷) và Thiên bình nhật quỹ (Cheonpyeong Ilgu, 천평일구; 天平日晷), được đặt ở các vị trí chiến lược, chẳng hạn như đường trục chính đông đúc người qua lại của các thành thị, để cho mọi người có thể biết được thời gian chính xác. Nhằm giúp người dân vốn thường không biết chữ, hình 12 con giáp được khắc ngay cạnh những đường báo thời gian. Không còn chiếc đồng hồ mặt trời của Đại Triều Tiên Quốc nào chế tạo dưới triều vua Thế Tông còn tồn tại đến ngày nay, tất cả đã bị phá hủy trong lần Nhật Bản xâm lược Triều Tiên (1592 - 1598)

### Nghiên cứu vũ khí
Khi Thế Tông nhận được báo cáo rằng vũ khí cận chiến của Triều Tiên kém và nặng hơn vũ khí đồng loại của các nước lân bang, ông liền phái Anh Thực tới tỉnh Gyeongsang, nơi thời trẻ Anh Thực làm thợ rèn kim loại và vũ khí. Lúc Anh Thực còn là quan nô (nô lệ làm việc cho triều đình), ông đã học được nhiều về kỹ thuật luyện kim cũng như am hiểu địa lý của vùng này. Anh Thực khảo sát các nguồn kim loại sẵn có và đặc tính của chúng, rồi báo cáo nghiên cứu của ông cho Thế Tông và các tướng lĩnh, qua đó đóng góp vào sự phát triển của ngành quân khí Triều Tiên. 

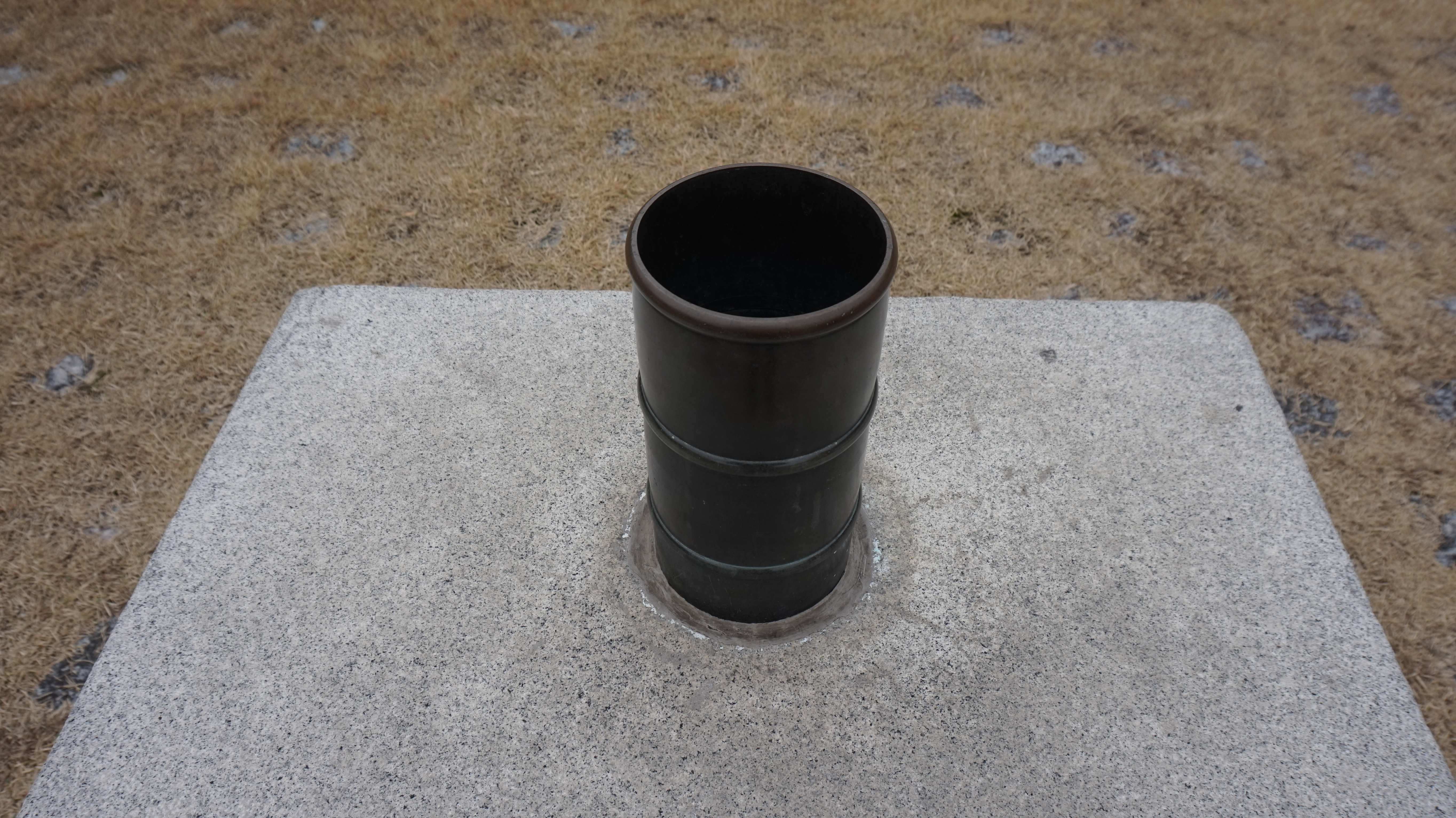
Thiết bị đo lượng mưa Trắc vũ kế do Tưởng Anh Thực sáng chế.

### Thiết bị đo lượng mưa
Kinh tế Triều Tiên dưới thời Đại Triều Tiên Quốc vẫn là nền kinh tế nông nghiệp, rất dễ bị tàn phá bởi các nạn hạn hán kéo dài hoặc xảy ra liên tiếp. Chính vì thế, cần có một cách quản lý nước tốt hơn. Mặc dù máy đo lượng mưa đã được sử dụng ở Hy Lạp cổ và Ấn Độ,  Anh Thực đã phát minh ra máy đo mưa đầu tiên của Triều Tiên vào năm 1441, gọi là Trắc vũ khí (cheugugi, 측우기; 測雨器). Năm sau đó, máy đo mưa tiêu chuẩn với kích thước 42,5 cm (chiều cao) và 17 cm (đường kính) đã được công bố nhằm thu thập thông tin về lượng mưa trung bình hằng năm của tất cả các vùng của đất nước. 

### Thiết bị đo nước
Nhằm quản lý nước tốt hơn, Thế Tông lệnh cho các nhà khoa học tìm cách thông báo cho nong dân về lượng nước có sẵn. Năm 1441, Anh Thực phát minh ra máy đo nước đầu tiên trên thế giới, gọi là Thủy tiêu (Supyo, 수표;  水標). Thiết bị này là một cột đá chuẩn được đặt giữa nơi chứa nước, nối liền với một cây cầu đá. 

## Trục xuất

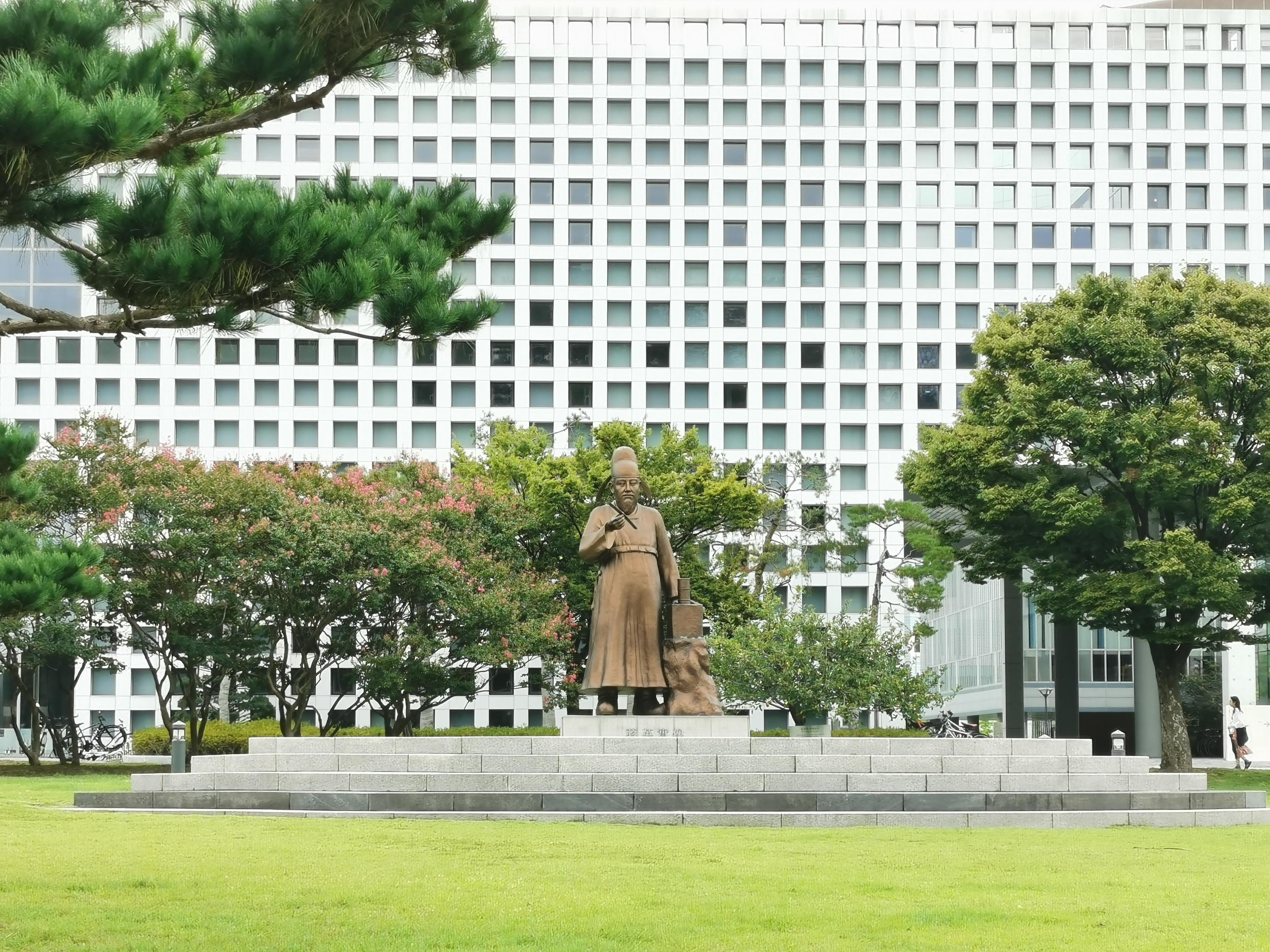
Tượng đài Tưởng Anh Thực đặt ở KAIST (Viện Khoa học và Công nghệ Tiên tiến Hàn Quốc)

Những thành tựu phi thường giúp Tưởng Anh Thực rất được vua Thế Tông tin tưởng. Tuy nhiên, một số quan lại rất ghen ghét đố kị với Anh Thực, nhất là vì ông gặt hái nhiều thành tựu dù xuất thân hạ dân. Hơn thế nữa, Nho giáo Triều Tiên cắm rễ rất sâu trong xã hội Triều Tiên nhìn nhận các nhà khoa học và kỹ sư với ít sự coi trọng, coi họ giống như thợ thủ công.  
Năm 1442, Thế Tông lệnh cho Tưởng Anh Thực đóng một cỗ kiệu có ghế ngồi được trang trí theo kiểu Triều Tiên rất hoành tráng. Không may chiếc kiệu bị gãy trong lúc vua Thế Tông đang ngồi trong, Anh Thực bị quy trách nhiệm. Mặc dầu Thế Tông phản đối việc trừng phạt, Anh Thực vẫn bị giam giữ một thời gian và cuối cùng bị trục xuất khỏi vương cung. Kể từ đó cuộc đời sau này của Tưởng Anh Thực không được ghi lại trong sử sách, ngay cả cái chết của ông. Tuy không chắc nhưng có khả năng Tưởng Anh Thực qua đời dưới triều vua Triều Tiên Thế Tổ (1455-1468), quốc vương thứ 7 của Triều Tiên, có thể là khoảng năm 1450.  